# Pfarrkirche St. Peter am Kammersberg

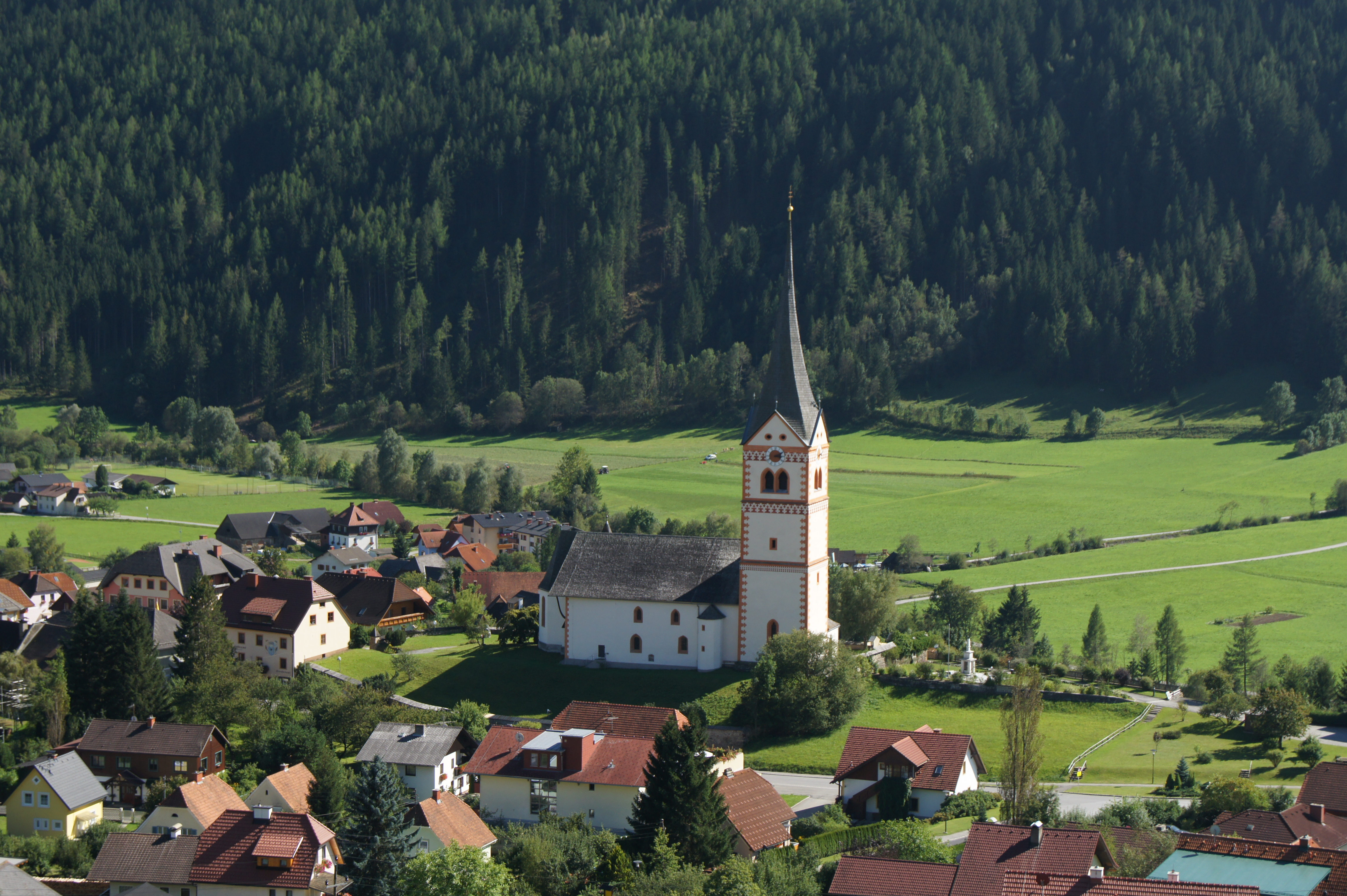
Katholische Pfarrkirche hl. Petrus in St. Peter am Kammersberg

Die römisch-katholische Pfarrkirche St. Peter am Kammersberg steht in erhöhter Lage am westlichen Ortsrand in der Marktgemeinde St. Peter am Kammersberg im Bezirk Murau in der Steiermark. Die dem Patrozinium des heiligen Simon Petrus unterstellte Pfarrkirche gehört zur Region Obersteiermark West (Dekanat Murau) in der Diözese Graz-Seckau. Die Kirche steht unter Denkmalschutz (Listeneintrag).

## Geschichte
Vor 1072 wurde vom Bistum Freising eine Kapelle errichtet. Im Jahr 1281 war eine Kirchweihe. Um 1400 wurde die Kirche wehrhaft ausgebaut. Die Kirche wurde 1956 innen und 1958 außen restauriert.

## Architektur

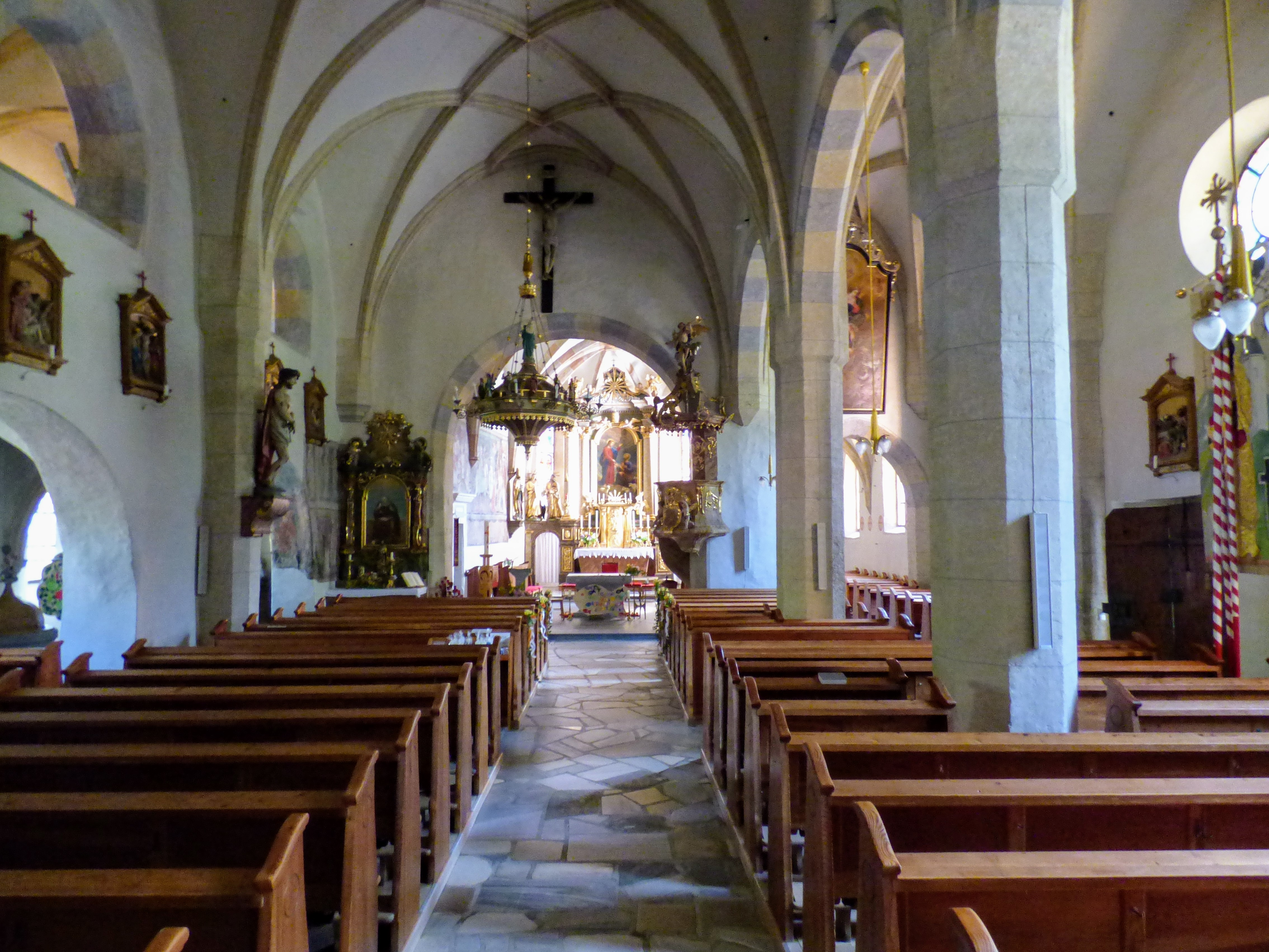
Langhaus, Blick zum Chor

Die Kirche ist von einem teils ummauerten Kirchhof umgeben. In unmittelbarer Nähe steht ein Karner.
Von der dreischiffigen romanischen Pfeilerbasilika aus der zweiten Hälfte des 12. Jahrhunderts sind noch das Nordschiff und die Nordwand des Mittelschiffes sowie die Triumphbogenwand erhalten. Der Langchor wurde 1280 geweiht. Die Kapelle südlich des Chores wurde im 14. Jahrhundert erbaut. Der massive Turm in die Nordwestecke ist bis zur Achse des Langhauses hineingerückt und wurde um 1480 wehrhaft ausgebaut, nach einem Brand 1835 trägt er einen achtseitigen Spitzhelm. Im Ende des 15. Jahrhunderts bis 1526 wurde die Kirche gewölbt und das Südschiff ausgebaut. An der Nordwand und in der Südwestecke des Langhauses sind außen Treppentürmchen angebaut. Das spitzbogige, mehrfach profilierte Westportal um 1400 hat einen eingestellten spätgotischen Tympanon auf einem Schulterbogen und eine eisenbeschlagene Tür. Die gotischen Fenster haben teils kein Maßwerk, im Chorschluss mit zwei zweibahnigen Fenstern mit Glasmalereien als erneuerte Kopien nach Scheiben aus dem 15. Jahrhundert.
Die zweischiffige vierjochige Hallenkirche (Hauptschiff und Südschiff) hat ein Netzrippengewölbe mit Zweiparallelrippen auf Achteckpfeilern und ist zum Nordschiff den romanischen Breitwandpfeilern vorgelegt. Das niedrige dreieinhalbjochige Nordschiff mit Kreuzgratgewölben hat darüber eine kreuzrippengewölbte Empore, beide Geschoße sind zum Hauptschiff durch Arkaden geöffnet. Der zweijochige Chor mit einem Fünfachtelschluss und kreuzrippengewölbt ist gegenüber dem Hauptschiff etwas nach Süden verschoben und aus der Achse geknickt. Zwei Spitzbogenarkaden verbinden die südliche Kapelle mit dem Chor. Die Westempore auf einer Mittelsäule ist kreuzgratunterwölbt. Im Nordschiff gibt es einen Altarbaldachin auf einer romanischen Marmorsäule mit Kapitellen aus der zweiten Hälfte des 12. Jahrhunderts.
Die Wandmalereien als gotische Fresken an der Arkadenwand und in der Laibungen zum Nordschiff zeigen in einer Streifendarstellung durch Schablonenleisten getrennt weibliche Heilige, hl. Florian und Stifter, hl. Erasmus um 1430. An der Chornordwand befinden sich die Wandmalerei Dreikönigszug und Anbetung des Kindes um 1430, ebendort eine Wandmalerei Maria mit Kind, hl. Joseph und Stifter um 1500.

## Einrichtung

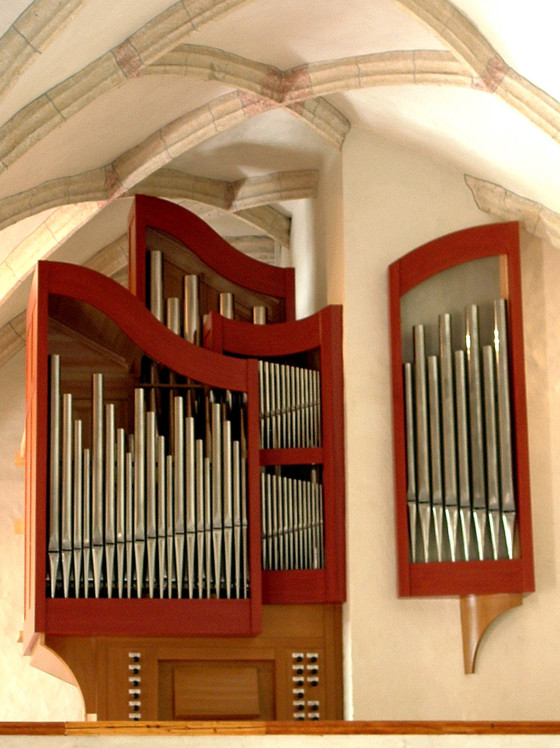
Langhaus, Blick zur Orgel

Der spätklassizistische Hochaltar von 1848 trägt Statuen vom Bildhauer M. Kirschner und zeigt ein Altarbild vom Maler Josef Wonsiedler.
Der linke barocke Seitenaltar hl. Anna entstand im zweiten Drittel des 18. Jahrhunderts. Der Rosenkranz-Altar aus dem 17. Jahrhundert mit Akanthusornament zeigt das Bild Muttergottes auf der Mondsichel mit den Heiligen Dominikus und Katharina von Siena. Der Muttergottes-Altar im Nordschiff hat einen barocken Aufbau trägt eine spätgotische Statue Muttergottes um 1510. Der Emporenaltar aus der zweiten Hälfte des 17. Jahrhunderts trägt die Statuen der Heiligen Peter und Paul aus dem Anfang des 17. Jahrhunderts. Der Pfeileraltar unter der Westempore ist aus verschiedenen Teilen zusammengesetzt, die spätgotisch bemalte Predella zeigt Christus und die Apostel um 1520, er trägt eine barocke Pietà aus dem Anfang des 18. Jahrhunderts und die Heiligen Aloysius und Antonius aus dem Ende des 17. Jahrhunderts. Die Kanzel entstand um die Mitte des 18. Jahrhunderts.
Das Triumphbogenkreuz entstand im 17. Jahrhundert. Der Taufstein aus dem 17. Jahrhundert hat einen gotischen Fuß, ursprünglich ein Gewölbeschlussstein.
Die heutige Orgel wurde 2005 von Verschueren Orgelbouw erbaut. Sie umfasst 15 Register, verteilt auf zwei Manuale und Pedal.
Eine Glocke entstand 1834.